# Джепту, Рита
Рита Джепту Ситинеи — кенийская легкоатлетка, которая специализируется в беге на длинные дистанции. Победительница Миланского марафона 2004 года. На чемпионате мира 2005 года заняла 7-е место на марафонской дистанции. Бронзовый призёр чемпионата мира по полумарафону 2006 года в личном первенстве и победитель в командном зачёте. В 2006 году выиграла Парижский полумарафон с результатом 1:09.56 и стала победительницей Бостонского марафона, показав время 2:23.38. В 2007 году выиграла Лиссабонский полумарафон и заняла 7-е место на чемпионате мира 2007 года в марафоне. Бронзовый призёр Бостонского марафона 2008 года. Заняла 4-е место на Нью-Йоркском марафоне в 2008 года, показав результат 2:27.49.
С конца 2008 по 2011 годы у неё был перерыв в карьере в связи с рождением ребёнка. После возвращения к соревнованиям, она заняла 5-е место на Роттердамском марафоне 2011 года с результатом 2:28.09.

## Сезон 2014 года
21 апреля выиграла Бостонский марафон с рекордом трассы — 2:18.57. За победу её вручили денежный приз в размере 150 000 долларов США, а также 25 000 за установление рекорда трассы.

## Допинг
25 сентября 2014 года у спортсменки была взята допинг-проба «А» вне соревнований. 12 октября 2014 года Джепту защитила титул победительницы Чикагского марафона, выиграв со временем 2:24:35. Однако 24 октября 2014 года, в сданной ранее пробе, был обнаружен допинг. Её агент Federico Rosa, известное имя в элитном марафонском беге, подтвердил этот факт, но отказался раскрыть вид допинга. Позже стало известно, что это был рекомбинантный ЭПО (rEPO).
После проведения расследования, 27 января 2015 года Легкоатлетическая организация Кении (Athletics Kenya) признала Джепту виновной и дисквалифицировала её на 2 года.
13 марта 2015 года спортсменка подала на решение о дисквалификации апелляцию в Спортивный арбитражный суд, которую позже, однако, из суда забрала. В тот же день в арбитражный суд поступила вторая жалоба, от IAAF, которая в свою очередь запросила увеличение срока отстранения до 4х лет, из-за «..отягчающих обстоятельств, которые требуют длительного срока дисквалификации»". Также IAAF потребовала аннулировать результаты спортсменки на Бостонском марафоне 2014 года.
26 октября 2016 года арбитражный суд поддержал IAAF в её требованиях и установил 4х летний срок отстранения, аннулировал все результаты спортсменки с 17 апреля 2016 года, а также её победы в 2014 году на Бостонском и Чикагском марафонах, ссылаясь на «её обманчивое и препятствующее поведение в ходе всего разбирательства», как отягчающие обстоятельства, оправдывающие максимальное наказание.